# Gerhard A. Meinl
Gerhard Anton Meinl (* 5. September 1957 in Kempfenhausen) ist ein deutscher Unternehmer, Metallblasinstrumentenmacher und Kommunalpolitiker (CSU).

## Leben
Meinl studierte nach seinem Abitur in Bad Tölz Rechtswissenschaften und Philosophie an der Ludwig-Maximilians-Universität München, der Université de Fribourg und der Hochschule für Philosophie München. Er legte danach beide juristische Staatsexamina ab.
Anschließend absolvierte er eine Handwerkslehre als Metallblasinstrumentenmacher sowie eine Ausbildung als Trompeter und trat im Jahr 1984 in das Unternehmen Wenzel Meinl ein. Er ist Blasinstrumentenunternehmer in der siebten Generation der Familie Meinl-Langhammer des im Jahr 1810 im böhmischen Graslitz im Musikwinkel gegründeten Unternehmens. Sein Vater Anton Meinl (1922–2006) wurde 1945 von dort vertrieben und ließ sich zuerst in Österreich, dann in Geretsried nieder.
Im Jahr 1991 gründete Gerhard Meinl die TA Musik-Gruppe und übernahm die Vogtländische Musikinstrumentenfabrik GmbH (VMI) (ehemaliger VEB B&S) im Musikwinkel von der Treuhandanstalt. Neben der Wenzel Meinl GmbH übernahm die TA Musik-Gruppe auch den im Jahr 1803 gegründeten Blechblasinstrumentenhersteller Antoine Courtois in Amboise bei Paris, den Oboen-Hersteller SML Strasser-Marigaux in Paris und die Klarinettenmanufaktur F. Arthur Uebel in Markneukirchen. Diese Firmengruppe firmierte seit 2001 unter JA Musik und den Marken Meinl Weston, Melton, Hans Hoyer, B&S, Scherzer und VMI. Im Jahr 2002 wurde die ungarische Sternberg Kft. (SHM) übernommen. Im Jahr 2012 gliederte Meinl das Unternehmen in die französische Buffet Crampon Group ein, die damit zum größten weltweit agierenden Blasinstrumenhersteller wurde.

## Wirken
Meinl wurde im Jahr 1986 Vorstandsmitglied, später Verbandspräsident im Bundesverband der Deutschen Musikinstrumenten-Hersteller (BDMH). Er war von 1986 bis 1993 Vorstandsmitglied der International Trumpet Guild (ITG) und war auch Vorstandsmitglied in der US-amerikanischen Tubists Universal Brotherhood Association (T.U.B.A., heute I.T.E.A.). Er ist einer der Gründer des Deutschen Tubaforums. Er hat weitere zahlreiche Ehrenämter inne, wie z. B. stellvertretender Stiftungsvorsitzender des Frankfurter Musikpreises und war Präsidiumsmitglied des Deutschen Musikrates. Seit 2001 ist er Mitglied des Rotary Clubs Wolfratshausen-Isartal.
Er engagiert sich für die Katholische Soziallehre und ist Stiftungsmitglied in der Päpstlichen Fondazione Centesimus Annus Pro Pontifice (CAPP) mit Sitz im Vatikan. Er ist Kuratoriumsmitglied im Institut für Gesellschaftswissenschaften Walberberg in Bonn. Seit 1976 ist er Mitglied der katholischen Studentenverbindung K.D.St.V. Trifels zu München im CV. Er ist Mitglied des Deutschen Ordens und war langjähriger Komtur der Komturei an Isar, Lech und Donau sowie Mitglied des Aufsichtsrats der Deutschordenswerke und war Vorsitzender (2002–2004) und seit 2004 Vorstandsmitglied des Hilfswerks für Suchtkranke an Isar, Lech und Donau.

## Politik
Meinl ist seit 1986 Stadtrat in Geretsried und führte den Geretsrieder CSU-Ortsverbands von 1986 bis 2011. Er war zwölf Jahre Zweiter Bürgermeister von Geretsried.
Er war von 1990 bis 2008 im Kreistag Bad Tölz-Wolfratshausen und ist stellvertretender Kreisvorsitzender der CSU.

## Ehrungen und Auszeichnungen
- Bundesverdienstkreuz am Bande des Verdienstordens der Bundesrepublik Deutschland (2003)
- Wirtschaftsehrung des Bundesverbands der Sudetendeutschen Landsmannschaft (2011)[8]
- Bundesverdienstkreuz 1. Klasse des Verdienstordens der Bundesrepublik Deutschland (2014)[9]
- Paul Harris Fellow (2022)
- Lifetime Achievement Award ITEA (2023)[10]